# Арден Чо
Арден Лім Чо (англ. Arden Cho, нар. 16 серпня 1985, Амарилло, Техас) — американська акторка, співачка та модель, відома за роллю Кіри Юкімури в телесеріалі MTV «Вовченя» 2011 року  та Інгрід Юн у серіалі Netflix 2022 року Partner Track.

## Молодість і освіта
Чо народилася в Амарилло, штат Техас, у родині корейсько-американських батьків і виросла в Сан-Антоніо та Плейно, штат Техас.   Виростаючи в районах з невеликою кількістю етнічних меншин, вона часто почувалася аутсайдеркою. У дитинстві зазнавала знущань і двічі була госпіталізована через травми після фізичного нападу. Пізніше відвідувала середню школу в Еппл-Веллі, Міннесота.
Чо навчалася в Іллінойському університеті Урбана-Шампейн з наміром стати юристкою. Саме там вона пішла на свої перши курси театру і зацікавилася професією акторки. Там же вона більше познайомилася з азійсько-американською культурою в цілому; також брала участь у показі мод Азійсько-американської асоціації. У 2007 році вона закінчила навчання зі ступенем бакалавра мистецтв у галузі психології, а наступне літо провела в медичній місіонерській поїздці до Кенії.

## Кар'єра

### Акторство
Після повернення з Кенії вона переїхала до Лос-Анджелеса, де працювала на випадкових роботах, намагаючись при цьому продовжити кар'єру акторки. Хоча на той час у неї не було жодного досвіду зйомок, її перший агент взяв її на роботу через її резюме музичних і фізичних талантів, серед яких були балет, віолончель, фортепіано тощо. Чо знімалася у фільмах, телесеріалах і рекламі в США та Азії
У 2008 році Чо зіграла головну роль дорослої Хіорі (молодшу версію грала Меган Лі) у короткометражному фільмі «Моя перша закоханість» режисера Роккі Джо.
У 2011 році вона з'явилася в ролі Пру, подруги Пейдж Маккаллерс (Ліндсі Шоу) у 20 епізоді 1 сезону («Someone to Watch Over Me») сімейного шоу ABC Милі ошуканки Вона також з'явилася в ролі Джіа у фільмі про монстрів Mega Python vs. Gatoroid, режисер Мері Ламберт.
У 2014 році Чо приєдналася до телесеріалу «Вовченя» у ролі Кіри, починаючи як повторюваний персонаж у 3 сезоні, але отримала підвищення до головної ролі в 4 сезоні. У квітні 2016 року, напередодні виступу в Університеті Іллінойсу в Чикаго на Місяці Поінформованості Американців Азійського Походження, Чо опублікувала відео YouTube на своєму особистому каналі, в якому виявилося, що вона не повернеться на 6 сезон «Вовченя» .
У 2017 році Чо була обрана на роль повторюваного персонажа в 3 сезоні Chicago Med як сестра доктора Ітана Чоя.
У 2022 році Чо зіграла головну героїню Інгрід Юн у серіалі Netflix Partner Track.

### YouTube
У неї є власний канал на YouTube, ardenBcho, із понад 300 відеороликами, переважно з відеоблогами, каверами пісень та оригінальними музичними відео. Станом на лютий 2020 року у неї було понад 500 000 підписників.

### Моделінг
Чо виграла конкурс «Міс Корея Чикаго» 2004 року, що дало їй можливість взяти участь у конкурсі «Міс Корея» в Сеулі. Одного разу вона вела переговори щодо телевізійного шоу в Кореї, але відмовилася від цієї можливості через втрату ваги та потреби в пластичній хірургії.
У 2010 році косметичний бренд Clinique оголосив Чо моделлю для своєї нової рекламної кампанії в Азії. Кампанія була запущена в середині листопада 2010 року. Чо була моделлю Reebok Korea у 2010 році та Nike Japan у 2008 році. Вона також була моделлю для Apple і Alexander McQueen і з'являлася у Vogue, Purple Fashion і Nylon Magazine. 

### Музика
У 2010 році Чо та актор Ktown Cowboys Шейн Юн були ведучими туру корейської музичної групи JYJ у Сполучених Штатах.
У 2011 році Чо випустила свій перший сингл «I'm Just a Girl».  Чо була співавторкою, композиторкою і співачкою; Ед Хуан був співавтором сценарію та музичним продюсером. 25 лютого 2011 року Чо випустила власний кліп на сингл на YouTube за участю Тіма Лакатени.  Чо планувала гастролювати зі своїм дебютним мініальбомом My True Happy у 2013 році, перш ніж отримати повторювану роль у «Вовченя». У вересні 2019 року Чо випустила свій сингл «Simply».

### Інше
Чо є захопленою гравчинею в покер і грає з 2002 року. Вона брала участь у World Series of Poker 2018, посівши 662 місце з сумою в $21 750.
6 лютого 2019 року було оголошено, що Чо стала генеральним директором Leonard & Church, нью-йоркської годинникової компанії.

## Фільмографія
| Рік       |    | Українська назва             | Оригінальна назва            | Роль         |
| --------- | -- | ---------------------------- | ---------------------------- | ------------ |
| 2008      | ф  |                              | Hoodrats 2: Hoodrat Warriors | Міріам       |
| 2008      | с  | Шалене телебачення           | Mad TV                       |              |
| 2010      | кф | Агенти секретного підрозділу | Agents of Secret Stuff       | Тейлор       |
| 2011      | с  | Різзолі та Айлз              | Rizzoli & Isles              | Лі           |
| 2011      | с  | Милі ошуканки                | Pretty Little Liars          | Пру          |
| 2011      | ф  | Повернення титанів           | Mega Python vs. Gatoroid     | Джія         |
| 2012      | тф | Прогулянки залами            | Walking the Halls            | Кайлі        |
| 2012      | кф |                              | Picture Perfect              |              |
| 2013      | ф  | Бейтаун поза законом         | The Baytown Outlaws          | Енжел        |
| 2014      | с  | Касл                         | Castle                       | Кіара        |
| 2014—2016 | с  | Вовченя                      | Teen Wolf                    | Кіра Юкімура |
| 2015      | с  | Гаваї 5.0                    | Hawaii Five-0                | Мія Прайс    |
| 2016      | с  |                              | Tween Fest                   | Лексі С.     |
| 2017      | с  | Жах                          | Freakish                     | Тоня         |
| 2017      | ф  | Застряглі                    | Stuck                        | Алісія       |
| 2017—2018 | с  | Міс Земля 2059               | Miss 2059                    | Арден Янг    |
| 2018      | ф  |                              | The Honor List               | Онор Лянь.   |
| 2018—2019 | с  | Медики Чикаго                | Chicago Med                  | Емілі Чой    |
| 2022      | с  | Шлях до партнерства          | Partner Track                | Інгрід Юн    |
| 2024      | с  | Аватар: Останній захисник    | Avatar: The Last Airbender   | Джун         |
| 2025      | мф | Кейпоп-мисливці на демонів   | KPop Demon Hunters           | Румі         |

## Особисте життя
Чо християнка. Має чорний пояс з дзюдо і виросла, тренуючись зі своїм батьком, який є майстром.
У квітні 2021 року, в розпал антиазійського расизму щодо пандемії COVID-19, Чо сказала, що вигулювала собаку, коли незнайомий чоловік почав ображати та погрожувати її життю. Вона підняла собаку і побігла, коли він наблизився до неї. Вона сказала, що зростання злочинів на ґрунті ненависті «викликало багато спогадів [з дитинства]».